# Andrejevski most, Moskva
Ime Andrejevski most (rusko Андреевский мост, most sv. Andreja) se nanaša na zgodovinski most, porušen leta 1998 in tri obstoječe mostove čez reko Moskvo, ki se nahajajo med Lužniki in parkom Gorkega v Moskvi.

## Železniški most Andrejevski (1907, porušen 1998)
Prvotni Sergijevski most (Сергиевский мост), poimenovan po pokojnem velikem vojvodi Sergeju Aleksandroviču in njegov dvojček, most Nikolaja II. (Мост Николая II, kasneje Krasnolužski most), sta bila zgrajena v letih 1903–1907  in sta nadomestila začasne lesene palične mostove moskovske železnice notranjega ringa. Lavr Proskouriakov (konstrukcijski inženiring) in Aleksander Pomerancev (arhitekturna zasnova) sta nova mosta zasnovala kot nadločna mostova. 135 metrov širok in 15 metrov visok jekleni lok (1400 ton) je bil izdelan v Votkinskovih obratih. Delo Proskuriakova, ki velja za čudežno tehniko, je bilo dokazano med poplavo leta 1908: gladina vode je za meter in pol presegla največjo konstrukcijsko specifikacijo; mostova sta stala nepoškodovana.
Po februarski revoluciji leta 1917 so z zemljevida izbrisali imena Romanov. Sergijevski most se je preimenoval v Andrejevski po bližnjem samostanu sv. Andreja, most Nikolaja II. pa je postal Krasnolužski most.
Leta 1937 so se obokani kamniti oporniki nad nasipi razširili z enega na dva razpona (na vsaki strani), da so se prilagodili povečanemu prometu na ulici. Podobna rekonstrukcija mostu Krasnolužski je bila končana leta 1956.
Most je bil še vedno v dobrem stanju, ko so ga porušili, da bi omogočili gradnjo Tretjega avtocestnega obroča. Zaradi prostorskih omejitev je bila potrebna vertikalna in vodoravna preusmeritev trase (1,5 metra navzgor in 22 metrov dolvodno ), zato je bilo treba celoten železniški most (lok, cestišče in stebre) obnoviti na novem mestu (za razliko od Krasnolužskega mostu, ki je ohranil svoje stebre). Rušenje (pravzaprav skrbno razstavljanje) se je začelo aprila 1998.

## Most za pešce Puškinski (2000)
Namesto da bi uničili jekleni lok železniškega mostu Andrejevski iz leta 1907, so ga mestni načrtovalci ponovno uporabili kot strukturno jedro novega mostu za pešce. 22. maja 1999 so tri barže vlekle jekleni okvir na novo sidrišče, 1,5 km dolvodno. V tem času so izvajalci že postavili betonske temelje, stebre in oboke na novi lokaciji; zaključeni so bili z granitnimi ploščami, rešenimi s starega mesta. Reka Moskva je na tej točki širša kot pri sv. Andreju, zato so bili za zapiranje vrzeli potrebni štirje stebri in trije 25-metrski loki nad vodo.
Puškinski most povezuje Prvo Frunzenskojsko ulico v Khamovnikih (levi breg) z južnim robom parka Gorky in Titovskim proezdom, ki vodi do avenije Leninsky (desni breg). Oblikovalsko skupino je vodil Yu.P. Platonov. Glavna pešpot in stopnice so popolnoma zaprte s stekleno streho; Obstajata dve stranski stezi na prostem. Levobrežni vhod ima dvotirne tekoče stopnice. Na desnem bregu se glavna ploska steza razprostira 240 metrov mimo stebrov skozi park.

## Železniški most Andrejevski (2001)
Sprva je imel zaključek železniškega mostu in 15-mesečni urnik hitrega tira večjo prednost, v resničnem življenju pa so se prednostne naloge spremenile in novi cestni most je bil dokončan najprej. Obe nalogi sta zahtevali odstranitev starega železniškega mostu, kar je bilo opravljeno 22. maja 1999 po 11 mesecih priprav. Železniški promet notranjega obroča je bil začasno ustavljen za dve leti do zaključka leta 2001.
Novi jekleni lok (inženir S. S. Tkačenko) je površno podoben prvotni zasnovi Proskuriakova; zdaj je visok 21,5 metra, z višjo poravnavo proge; širina ostaja enaka, 135,0 metrov. Most ima samo eno (gorvodno) pešpot in dve kopiji štirih originalnih obeliskov.

## Cestni most Andrejevski (2000)
Novi Andrejevski cestni most (Aндреевский автодорожный мост) je bil končan decembra 2000. Projektni izziv je vključeval združitev mostu s sistemom predorov pod Gagarinovim trgom. Pomemben naklon cestišča je izključil slog škatlastega nosilca v korist betonskega ločnega mostu (vodilni oblikovalec E. G. Gaponcev), postavljenega na 32 metrov globok temelj. Lok je širok 135 metrov in visok 15 metrov; 39 metrov široko vozišče ima 8 pasov za reden promet in eno samo pešpot in kolesarsko stezo.
Vendar učinkovita in gospodarna rešitev ni uspela ohraniti vizualne skladnosti dveh sosednjih mostov; nova zgradba popolnoma ovira fin obris Proskuriakove klasike.